# Bukovica pri Litiji
Bukovica pri Litiji (izgovarjava [ˈbuːkɔʋitsa pɾi liˈtiːji]) je naselje v Občini Šmartno pri Litiji. Leži na Dolenjskem, vzhodno od Šmartna, statistično pa je del Osrednjeslovenske regije. Dostop do Bukovice je mogoč po cesti iz Šmartna preko Cerovice in Jablaniških Laz.
Naselje leži na nadmorski višini 620 m. Vas se razteza po Baševem hribu med Jablaniškim potokom na severu in potokom Reka na jugu. Na jugovzhodu jo obdaja veliki Mrežnik (604 m) in Rožni vrh (468 m) na zahodu. Njive so na lapornatem svetu redke, novejše so urejenje na zemeljskih terasah, na prisojnih straneh so urejeni vinogradi. Pretežno bukovi gozdovi v okolici so bogati z divjadjo in privlačna gobarska točka.
Kraj je že pred prvo svetovno vojno zajelo izseljevanje, zlasti v Ameriko. Vaščani so se ukvarjali z rudarjenjem, kopali so predvsem svinec. Najdena sta bila dva rova dolžine 50 in 60 m. Leta 1953 je bil kraj preimenovan iz Bukovica v Bukovica pri Litiji. Bukovica je v Sloveniji pogost oronim in toponim in pomeni bukov gozd in izvira iz lokalne vegetacije.